# Milorad Knežević
Milorad Knežević, cyr. Милорад Кнежевић (ur. 31 października 1936 w Cetynii, zm. 31 marca 2005 w Belgradzie) – serbski szachista, arcymistrz od 1976 roku.

## Kariera szachowa
Od roku 1960 wielokrotnie brał udział w finałach indywidualnych mistrzostw Jugosławii, w roku 1977 w Zagrzebiu dzieląc III lokatę (wraz z Bojanem Kurajicą i Bozidarem Ivaanoviciem). W tym samym roku wystąpił w Moskwie na drużynowych mistrzostw Europy, zdobywając wraz z zespołem brązowy medal. W 1978 powtórzył sukces z Zagrzebia, ponownie dzieląc III miejsce w kolejnym finale mistrzostw kraju, rozegranym w Belgradzie.
Do sukcesów Milorada Kneževicia w turniejach międzynarodowych należały m.in. dz. II m. w Lublinie (1968), I m. w Starym Smokovcu (1974 i 1975), II m. w Rimavskiej Sobocie (1974), dz. II m. w Polanicy-Zdroju (1976, memoriał Akiby Rubinsteina), I m. w Kragujevcu (1977), dz. I m. w Sarajewie (1979, turniej Bosna, wraz z Bojanem Kurajicą i Ivanem Farago), dz. II m. w Camaguey (1987, turniej B memoriału Jose Raula Capablanki) oraz dz. III m. w Belgradzie (1993).
Od roku 1995 nie występował w turniejach klasyfikowanych do szachowego rankingu ELO.